# Jared Garfield
Jared Garfield, es un actor inglés conocido por haber interpretado a Nathan Nightingale en la serie Hollyoaks.

## Biografía
Jared Garfield nació en Inglaterra el 14 de diciembre de 1990 . Bailarín y actor conocido por interpretar a Nathan Nightingale en la telenovela Hollyoaks. En 2007, apareció en una película llamada Boy A. Fue elegido en Hollyoaks como el prometido televisivo de Jennifer Brooke . Principalmente hizo teatro después de graduarse de la escuela de teatro. Interpretó a un médico llamado Dr. Duffy en un episodio de Hollyoaks aproximadamente un año antes de obtener su papel más permanente.
En CELEBS TREND NOW, es uno de los exitosos actores de telenovelas. Se ha clasificado en la lista de esas personas famosas que nacieron el 14 de diciembre de 1990 . Es uno de los actores de telenovelas más ricos que nació en Inglaterra . También tiene una posición en la lista del actor de telenovela más popular. Jared Garfield es una de las personas famosas en nuestra base de datos con 28 años de edad .

## Carrera
Jared es codirector artístico de la compañía "Protocol Dance Company".
En el 2005 apareció como invitado en la serie policíaca Midsomer Murders donde dio vida a Sean durante el episodio "The House in the Woods".
En el 2007 obtuvo un pequeño papel en la película Boy A protagonizada por Andrew Garfield.
El 23 de octubre de 2015 se unió al elenco principal de la serie británica Hollyoaks donde interpretó a Nathan Nightingale el hijo de Mackenzie "Mac" Nightingale y hermano de Ellie James y Alfie Nightingale. hasta el 15 de febrero del 2017 después de que su personaje muriera por las heridas que sufrió luego de ser empujado accidentalmente a través de una ventada por su padre.

## Filmografía

### Series de televisión
| Año         | Título           | Personaje          | Notas                             |
| ----------- | ---------------- | ------------------ | --------------------------------- |
| 2015 - 2017 | Hollyoaks        | Nathan Nightingale | 124 episodios                     |
| 2005        | Midsomer Murders | Sean               | episodio "The House in the Woods" |

### Películas
| Año  | Título                                 | Personaje | Notas                                                                                                |
| ---- | -------------------------------------- | --------- | --- |
| 2007 | Boy A                                  | Joven     | junto a Andrew Garfield, Peter Mullan, Siobhan Finneran, Alfie Owen, Victoria Brazier y Skye Bennett |
| 2007 | Cherries                               | Jay       | corto - junto a Neil Dudgeon, Sam Spruell, Alfie Allen, Ben Smith. Omari Carter y Thomas Arnold      |
| 2006 | Cubs                                   | Joe       | corto - junto a Harry Eden, Tara Hodge y Ashley Walters                                              |
| 2006 | Pickles: The Dog Who Won the World Cup | Frank     | junto a Paul Kaye, Camille Coduri, Nicola Bland, Imogen Byron y Samuel Oatley                        |

### Videojuegos
| Año  | Título           | Notas         |
| ---- | ---------------- | ------------- |
| 2015 | Guitar Hero Live | prestó su voz |

### Director
| Año  | Título      | Notas                        |
| ---- | ----------- | ---------------------------- |
| 2014 | Blind Faith | corto - director colaborador |